# Chowdasandra, Sidlaghatta
Chowdasandra là một làng thuộc tehsil Sidlaghatta, huyện Kolar, bang Karnataka, Ấn Độ.